# Gifus universitet

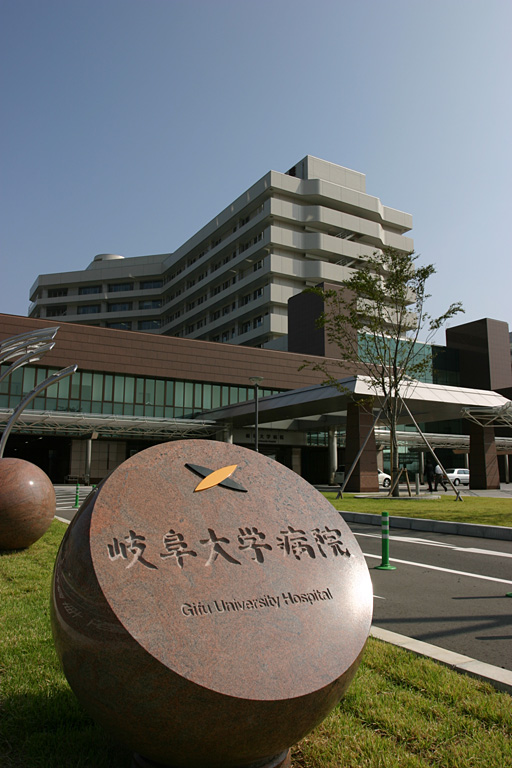
Universitetssjukhuset.

Gifus universitet, (岐阜大学, Gifu Daigaku) privat (sedan april, 2004) universitet i Gifu, Japan. Grundat 1949. Har utbytesavtal med Lunds universitet, och anordnar även sommarkurser i japanska för studenter därifrån.